# تيليغراف (مترو باريس)
تيليغراف (بالفرنسية: Télégraphe)‏ هي محطة مترو تابعة لمترو باريس تقع في فرنسا في الدائرة التاسعة عشرة في باريس.